# Jerry Fodor
Jerry Alan Fodor (Nueva York, Nueva York; 22 de abril de 1935-Nueva Jersey; 29 de noviembre de 2017) fue un filósofo analítico, científico, profesor universitario y psicolingüista estadounidense.

## Biografía
Fue profesor de filosofía en el MIT. Se desempeñó como catedrático de filosofía de la Universidad Rutgers, en Nueva Jersey. Junto a Hilary Putnam, fue uno de los padres del funcionalismo psicológico y una figura importante de las ciencias cognitivas, en relación con las posturas que hacen énfasis en la modularidad de la mente (por ejemplo la Gramática generativa de Noam Chomsky). Fodor ha realizado importantes contribuciones en el campo de la filosofía del lenguaje y de la mente, de las teorías acerca de la arquitectura cognitiva (modularidad, interaccionismo, etc.), de la psicología, de la psicolingüística (conceptos, semántica, etc.) y de la teoría de la mente infantil. Su trabajo experimental se centró en estos dos últimos temas. 
El funcionalismo sostiene que los procesos mentales no son una conducta externamente observable, sino que son funciones mediadoras entre entradas sensoriales y salidas motoras. 
Fodor es considerado como un representante del paradigma de procesamiento de la información (PPI). En su obra La modularidad de la mente (1983) toma algunos aportes de Gall, una figura relativamente olvidada por la psicología. Postulando una división de la mente en sistemas de entrada (analizadores de entrada) y sistemas centrales. Los primeros son considerados modulares, por ser informativamente encapsulados e inaccesibles al Sistema Central. Los sistemas de entrada entregan sus productos al sistema central quien es considerado como sistema de fijación de creencias. Este sistema se caracteriza por ser quineano e isotrópico, que son dos conceptos que Fodor toma de la epistemología de la ciencia. En La modularidad de la mente postula que lo único susceptible de comprobación empírica son los sistemas de entradas, por sus características modulares. En cambio el sistema central sería inaccesible a este tipo de comprobación. 
Fue un defensor de la TRM, o teoría representacional de la mente. Fue innatista acerca de los conceptos, y sostuvo que las condiciones que hay que satisfacer para tener un concepto no implican en ningún caso satisfacer las condiciones para tener cualquier otro concepto, lo que desarrolló en su teoría del atomismo informacional. Sostuvo que los conceptos son categorías, es decir, se aplican cosas en el mundo que «caen bajo ellos». 
También emergió como un prominente crítico de lo que él caracteriza como el fundamento «achacoso» de las teorías de la selección natural darwinianas y neodarwinianas.

## Obras
- 1983 — The Modularity of Mind: An Essay on Faculty Psychology, (La modularidad de la mente, Ediciones Morata, Madrid, 1986 ISBN 978-84-7112-307-7).
- 1987 — Psychosemantics: The Problem of Meaning in the Philosophy of Mind (Psicosemántica. El problema del significado en la filosofía de la mente, Tecnos, Madrid, 1994 ISBN 978-84-309-2445-5).
- 1998 — Concepts: Where Cognitive Science Went Wrong (Conceptos. Donde la ciencia cognitiva se equivocó, Gedisa, Madrid, 1999 ISBN 978-84-7432-711-3).
- 2000 — The Mind Doesn't Work That Way: The Scope and Limits of Computational Psychology (La mente no funciona así, Siglo XXI, Madrid, 2003 ISBN 978-84-323-1116-1).

### Otras ediciones en español
- Fodor, Jerry A. (2003). La mente no funciona así: alcances y límites de la psicología computacional. Siglo XXI. ISBN 978-84-323-1116-1.

- Fodor, Jerry A. (2000). Conceptos: donde la ciencia cognitiva se equivocó. Gedisa. ISBN 978-84-7432-711-3.

- Fodor, Jerry A. (1996). El olmo y el experto: el reino de la mente y su semántica. Paidós Ibérica. ISBN 978-84-493-0294-7.
- Fodor, Jerry A. (1986). La modularidad de la mente. Ediciones Morata. ISBN 978-84-711-2307-7.
- Fodor, Jerry A. (1985). El lenguaje del pensamiento. Alianza Editorial. ISBN 978-84-206-6506-1.
- Fodor, Jerry A. (1980). La explicación psicológica. Ediciones Cátedra. ISBN 978-84-376-0261-5.